# Deus Irae
Deus Irae (din limba latină, cu sensul de Zeul mâniei) este un roman științifico-fantastic postapocaliptic scris de Philip K. Dick și Roger Zelazny. A apărut în 1976 la Editura Doubleday. Cartea este bazată pe povestirea lui Philip K. Dick, The Great C, apărută în 1953 în Cosmos Science Fiction. 
Dick a început cartea, dar și-a dat seama că nu știa suficient despre creștinism ca să o termine. El i-a cerut lui Ted White să colaboreze cu el, dar după ce a revizuit manuscrisul, White nu a început niciodată lucrul la el. Zelazny a descoperit manuscrisul în casa lui White la începutul anului 1968, l-a citit, apoi l-a contactat pe Dick și a fost de acord să lucreze cu el.
Titlul cărții Deus Irae este un joc de cuvinte bazat pe Dies Irae (Ziua mâniei), un imn religios în limba latină.

## Prezentare
Carleton Lufteufel, responsabil pentru apocalipsa nucleară care a devastat Pământul, este venerat de adepții Bisericii Mâniei. Dar lipsa unei imagini cu Carleton este o piedică în calea dezvoltării acestei noi religii. Tibor MacMasters, un pictor cu handicap fără brațe sau picioare, este rugat să-l găsească pe Carleton Lufteufel pentru a-i crea un portret.

## Personaje
Tibor McMastersUn pictor excelent cu proteze (extensii tubulare din aluminiu)
Părintele Handy
Dominus McComas
Ely Handy
Lurine Rae
Părintele Jim Abernaty
Pete Sands
Carleton Lufteufel
Marele CUn supercomputer senzitiv care a supraviețuit războiului, aproape de destrămare
Autofab
Jack Schuld
Tom Gleason
Alice